# Triunghiul de Primăvară
Triunghiul de Primăvară (denumit și Triunghiul nopților de primăvară) este un asterism călare pe ecuatorul ceresc, format din 3 stele strălucitoare visibile în emisfera nordică, în timpul nopților de primăvară.

## Descriere
Aceste 3 stele, de la cea mai strălucitoare la cea mai puțin strălucitoare, sunt:
- Arcturus (α Bootis) din  constelația Boarul (Bootes, Boo)
- Spica (α Virginis) din constelația Fecioara (Virgo, Vir)
- Regulus (α Leonis) din constelația Leul (Leo, Leo).

Deși este aproape tot atât de strălucitor ca și Triunghiul de Vară, Triunghiul de Primăvară este mai puțin evident întrucât este mult mai întins.
De notat că  Arcturus, Spica și Denebola formează un remarcabil triunghi echilateral, adesea denumit tot Triunghiul de Primăvară. Aceste trei stele fac parte dintr-un asterism de primăvară mai extins, Diamantul de Primăvară.

## Stelele Triunghiului de Primăvară
| Numele   | Constelația | Magnitudine aparentă | Luminozitate (× solară) | Tip spectral | Distanța (ani-lumină) |
| -------- | ----------- | -------------------- | ----------------------- | ------------ | --------------------- |
| Boarul   | Arcturus    | −0.04                | 1.76                    | K1.5         | 36.7                  |
| Fecioara | Spica       | 1.04                 | 12100                   | B1           | 260                   |
| Leul     | Regulus     | 1.35                 | 288                     | B7           | 79.3                  |
| Leul     | Denebola    | 2.11                 | 15                      | A3           | 35.9                  |